# Place des Combattantes-et-Combattants-du-Sida
Pour les articles homonymes, voir Place Saint-Paul.
La place des Combattantes-et-Combattants-du-Sida est une place du 4e arrondissement de Paris.

## Situation et accès
Ce site est desservi par la station de métro Saint-Paul.

## Origine du nom
Jusqu'en 2021, le terre-plein faisant face à l'église Saint-Paul-Saint-Louis n'avait aucun nom officiel bien qu'il fût coutume de le nommer place Saint-Paul.
La place rend hommage depuis novembre 2021 aux personnes qui ont lutté contre le Sida, c'est-à-dire aux morts et malades du VIH ainsi qu'au personnel soignant et aux militants,.

## Historique

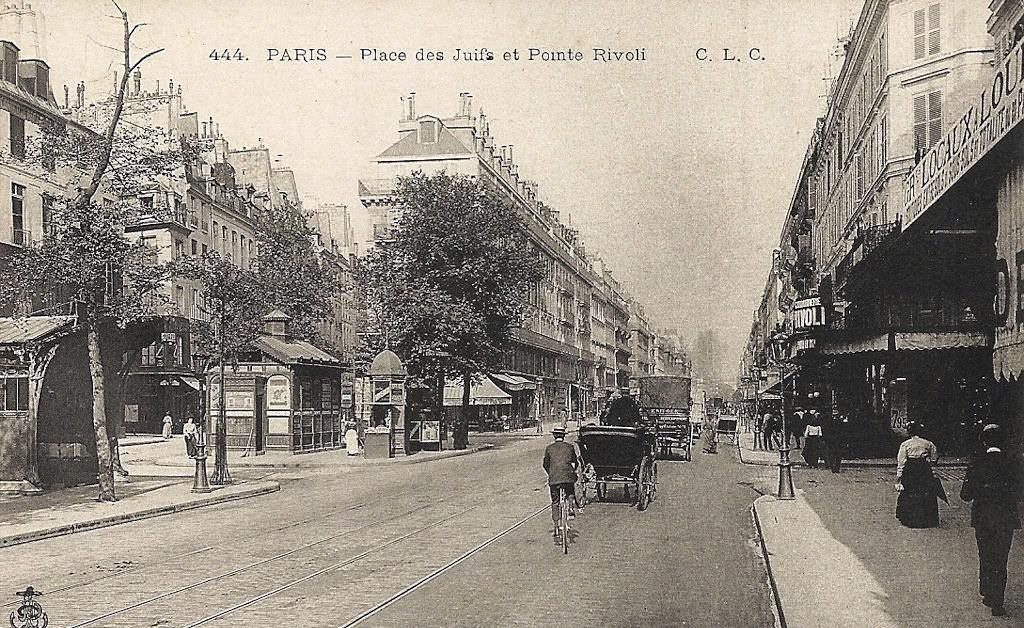
Carte postale datant du début du XXe siècle, légendée « Place des Juifs et Pointe Rivoli ».

L'espace entre les deux rues, planté de deux rangées d’arbres, existe depuis le prolongement de la rue de Rivoli à partir de l'ancienne place du Marché-Saint-Jean jusqu'à la rue Saint-Antoine, réalisé par le baron Haussmann en 1854. La convergence des rues François-Miron et de Rivoli se fait selon un angle si faible que sur près de 200 mètres, l'espace entre les deux voies serait trop faible pour y bâtir des immeubles. C'est ainsi qu'au voisinage de la jonction entre les rues Saint-Antoine et de Rivoli, la largeur de cette dernière est si importante qu'elle forme une place.
La station de métro se trouvant sur le premier tronçon de la ligne 1 du métro de Paris porte ce nom depuis l'ouverture du réseau parisien ; la station Saint-Paul fut toutefois ouverte trois semaines après l'inauguration, le 6 août 1900. À la suite des fouilles effectuées lors de l’aménagement de l’escalier mécanique du métro, les vestiges, datés du Haut-Empire romain, de la voie menant à Melun et Meaux ont été découverts,.
Un hôtel donnant sur cette place sans nom s'appelle Hôtel de la Pointe Rivoli.
En 2012, des travaux importants d'aménagement ont conduit à supprimer les ormes champêtres qui dépérissaient du fait de la graphiose. Trente-deux nouveaux arbres ont été plantés : un groupe de sept arbres à fleurs à l'ouest, un arbre « remarquable par son port et sa floraison » à l'est, et vingt-quatre ormes de Lutèce au centre.
Des cartes postales anciennes représentant cette « place Saint-Paul » portent pour légende « place des Juifs ». Le quartier juif voisin (rue des Rosiers, rue Ferdinand-Duval, etc.) est le Pletzl, (פלעצל, prononcé pletzel, « petite place » en yiddish). Cette « petite place » qui a donné son nom au quartier est souvent identifiée avec la « place Saint-Paul ».  Elle se distinguerait par ce vocable d'une place plus grande, la place des Vosges par exemple.
La place est officiellement inaugurée le 1er décembre 2021.